# Fousseni Diawara
Fousseni Diawara (Paris, 28 de agosto de 1980) é um ex-futebolista profissional malinês que atuava como defensor.

## Carreira
Fousseni Diawara representou o elenco da Seleção Malinesa de Futebol no Campeonato Africano das Nações de 2015.

## Títulos
Mali
- Campeonato Africano das Nações: 2013 - 2º Lugar